# مقراب أينشتاين
مقراب أينشتاين (ET اختصار للكلمة الإنجليزية Einstein Telescope ) هو كاشف أرضي للموجات الثقالية من الجيل الثالث , وهو تحت دراسة بعض المعاهد في الاتحاد الأوروبي، وسيكون قادرا على اختبار نظرية النسبية العامة في ظروف المجالات القوية وقادرا على ملاحظة الموجات الثقالية الفلكية بشكل دقيق. 
تيليسكوب أينشتاين هو مشروع دراسة تصميم مدعوم من قبل المفوضية الأوروبية تحت بإشراف هيئة البرامج للأبحاث والتطور التكنولوجي  ويهتم المشروع بدراسة والتصميم المفاهيمي لبنية تحتية جديد في مجال البحوث المتعلقة بعلم فلك الموجات الثقالية

## المحفزات
تطور كاشفات الموجات الثقالية الحالية فيرغو وليغو كجيل أول للكاشفات مستمر والكاشفات تتطور للوصول إلى الجيل الثاني. كاشفا ليغو وفيرغو المتطورين رصدا موجات ثقالية في 2015 , لا تزال هناك تطويرات قادمة في حساسية الأجهزة.
الحساسية للموجات التي تحتاج لاختبارنظرية أينشتاين عن الجاذبية في ظروف مجال قوي أو حتى لملاحظة موجة ثقالية فلكية ل الأجسام النجمية الضخمة أو الأنظمة الثنائية النجمية غير المتماثلة (في الكتلة)  تفوق اداء الكاشفات الحديثة مع التطويرات التي أضيفت لها لاحقا.
على سبيل المثال، القيود الأساسية على  حساسية اجهزة الجيل الثاني في الترددات المنخفضة هي الضوضاء الزلزالية،  الضوضاء النيوتنية، الضوضاء الحرارية  من المرحلة الأخيرة من التعليق وكتل الاختبار.
وللتغلب على هذه القيود، يلزم وجود بنى تحتية جديدة: موقع تحت الأرض للكاشف، للحد من تأثير الضوضاء الزلزالية، والمرافق المبردة لتهدئة المرايا للحد من الاهتزاز الحراري لكتل الاختبار. .

## الفرق التقنية
يتكون المشروع (رمزه ET-P7) من أربعة فرق تتمحور مهامها في معالجة المشاكل في تحقيق الرصد المقترح
1. (WP 1): تحديد الموقع والخصائص
2. (WP 2): تصميم وتكنولوجيا التعليق في الكاشف 
    3. (WP 3): طوبولوجيا وهندسة الكاشف
        4 (WP 4): متطلبات ومقدرة الكشف واحتمالات الفيزياء الفلكية

### المشاركين
المشاركين في مشروع ET ثمانية من أفضل معاهد ومراكز البحث في أوروبا 
1. المرصد الجاذبية الأوروبي (بيزا، إيطاليا)

2 . المعهد الوطني للفيزياء النووية (روما، إيطاليا)
    3. جمعية ماكس بلانك بواسطة معهد ماكس بلانك لفيزياء الجاذبية   (برلين، ألمانيا) 
4.المركز الوطني الفرنسي للبحث العلمي (فرنسا)
  
 5.جامعة برمنغهام (برمنغهام، إنكلترا)
6. جامعة غلاسكو  (غلاسكو، اسكتلندا)
7. المعهد الوطني الهولندي للفيزياء دون الذرية (أمستردام، هولندا)
8. جامعة كارديف (كارديف، ويلز)

## التصميم الحالي
على الرغم من أنه لا يزال في مرحلة دراسة التصميم المبكرة، تم إنشاء المعايير الأساسية
.
مثل كاغرا "KAGRA" (كاشف كاميوكا للموجات الثقالية "غيفو، اليابان) سيكون تحت الأرض لتقليل الضوضاء الزلزالية والضوضاء النيوتنية بسبب الأجسام القريبة المتحركة.
الذراع سيكون طوله 10 كيلومتر (مقارنة ب4 كم لليغو و 3 كم لكل من فيرغو وكاغرا) ومثل ليزا ستكون هناك 3 اذرع على شكل مثلث متساوي الأضلاع بكاشفين في كل ركن.
من أجل قياس استقطاب موجات الجاذبية الواردة وتجنب كون الكاشف غير حساس للموجات. ادنى حد من الكواشف هو 2 . وهذا ممكن ان يحدث إذا وضعا على زواية 90 وعلى زاوية 45 من بعضهما البعض. 
الشكل الثلاثي يسمح للأذرع ان تكون مشتركة. الذراع الموضوع على زاوية 60 تقل من حساسية مقياس التداخل، ولكن هذا يتم إعداده من قبل الكاشف الثالث، ويوفر التكرار الإضافي فحصا بديلا مفيدا
وسيتألف كل جهاز من هذه الكاشفات الثلاثة من مقياسين للتداخل، أحدهما الأمثل للتشغيل هز دون 30 هرتز  وواحد مثاليا للتشغيل عند ترددات أعلى. 
وستستخدم مقياس التداخل ذات التردد المنخفض (من 1 إلى 250 هرتز) البصريات المبردة إلى 10 كلفن (-441,7 درجة فهرنهايت؛ -263,1 درجة سيلزية)، مع قدرة شعاع تبلغ حوالي 18 كيلوواط في كل تجويف للذراع
.:15–16  وسوف تستخدم مقياييس التداخل للترددات العالية (10 هرتز إلى 10 كيلو هرتز) البصريات في درجة حرارة الغرفة،  قدرة   شعاع مداول 3 ميغاواط
.:15

## المزيد من القراءة
- Fundamentals of Interferometric Gravitational Wave Detectors by Peter R. Saulson, (ردمك 981-02-1820-6).
- Einstein's Unfinished Symphony by Marcia Bartusiak, (ردمك 0-425-18620-2).
- Gravity's Shadow: The Search for Gravitational Waves by Harry Collins, (ردمك 0-226-11378-7).
- Traveling at the Speed of Thought by Daniel Kennefick, (ردمك 978-0-691-11727-0).
- Einstein gravitational wave Telescope conceptual design study ET-0106C-10.